# Туміничі
Ту́міничі (біл. Тумінічы) — село в складі Оршанського району розташоване в Вітебської області Білорусі. Село підпорядковане Зубревіцькій сільській раді.
Веска Туміничі розташована на півночі Білорусі, в південній частині Вітебської області.